# 원천 장비 제조업체
원천 장비 제조업체(original equipment manufacturer, OEM)는 주문자의 의뢰에 따라 주문자의 상표를 부착하여 판매할 상품을 제작하는 업체를 의미한다. 대한민국에서는 주문자 상표 부착 생산이나 위탁생산이라고 부른다.

## 개념
이러한 형태로 제작과 유통이 분리되는 이유는 대부분의 선진국에서 높은 인건비로 인해 가격경쟁력을 상실하여 현지에서의 개발이 여의치 않기 때문이다. 따라서 높은 브랜드 인지도를 갖추고 있는 글로벌 업체에서는 인건비가 저렴한 개발도상국의 업체에 설계도를 주어 제품 생산을 의뢰하고, 납품받은 제품에 자사의 브랜드를 붙여 유통하는 경우가 많다.
OEM은 완성품을 납품받는 경우도 있지만 부품을 납품받는 경우도 포함된다. 자동차 부품이나 반도체 칩 등이 대표적인 예이다.
그러나 이 용어는 여러 가지 다른 의미로도 사용되어 혼란을 야기하기도 한다. 다른 회사가 만든 서브시스템을 포함하여 1) 전체 시스템을 제조하는 업체, 2) 완제품 또는 완성차 생산업체, 자동차 조립에 사용된 원래 부품을 생산한 회사와 3) 동일한 회사에서 제조한 자동차 부품 또는 4) 부가가치 리셀러(VAR)를 의미하기도 한다.

## 예

### IT기기
예를 들어 미국의 애플이 아이폰을 디자인, 설계를 하지만 위탁 생산 할때는 폭스콘과 페가트론이 하게 된다.

### 신용카드
예를 들어 한국씨티은행 및 NH농협카드, 우리카드가 신용카드 및 체크카드 발급 대행을 하지만, 자체 발급망 없이 모든 신용카드와 체크카드가 비씨카드(씨티카드, 우리카드) 및 KB국민카드(NH농협카드 채움 브랜드) 프로세싱을 기반으로 발급하고 있으므로, NH농협카드(채움 브랜드) 미등록 가맹점의 경우, 매입사가 KB국민카드의 가맹점을 공유하는 경우가 있다.

### 반도체
반도체 업계에서는 이러한 방식이 매우 일반화되어 있어서, 미국의 퀄컴(Qualcomm)같은 회사는 자체 공장이 없이 반도체의 설계와 판매만을 담당하고, 실제 생산은 반도체 공장을 가진 업체에 위탁생산한다. 이처럼 자체 공장이 없이 설계와 판매만을 하는 것을 '팹리스'(Fabless) 생산이라 하고, 팹리스 업체로부터 위탁에 의해 생산하는 업체를 '파운드리'(Foundry)라고 한다. 대만의 TSMC가 파운드리 회사 중에 가장 유명하고 규모가 압도적으로 크다.

### 자동차 부품
자동차 업계의 예를 들면 만도 기계는 현대자동차의 주문자 상표에 의한 제품 생산자이며 금호타이어와 한국타이어는 포드자동차의 주문자 상표에 의한 제품 생산자이므로, 1994년에 출시한 대우자동차(현 한국지엠)의 프리미엄 대형 세단인 '아카디아'의 경우, 일본 혼다 기연 공업의 프리미엄 대형 세단인 '2세대 레전드'를 라이센스로 생산한 바 있다.

### 의류
대한민국에는 영원무역, 신성통상, 세아상역, 한솔섬유 등의 의류업체가 OEM 또는 ODM 방식으로 해외의 유명 메이커들을 대상으로 수출 전문 생산을 하고 있다. 또한, 한국의 '누누컴퍼니'는 현재 다양한 세계적 기업들과의 협약으로 높은수준의 골프장갑을 생산하여 소비자들에게 보다 나은 수준의 골프용품을 지원하고있다

### 신발
글로벌 신발 업체인 나이키 역시 OEM 생산으로 운동화를 생산한다. 예를 들어 나이키 런닝화의 20% 가량은 대한민국의 태광실업에서 생산된 후, 나이키의 상표를 부착하여 판매된다.

## ODM
OEM이 더 발전한 개념으로 ODM(Original Design Manufacturer, 제조자설계생산)이 있다. 이는 주문자의 설계도에 따라 생산만 하는 소극적인 방식에서 한걸음 발전한 것으로, 디자인과 설계부터 완성까지 제조자가 모두 처리하는 것을 의미한다.
기술이 뛰어난 전문 제조업체가 주로 이러한 방식을 쓰며, OEM 업체가 ODM을 겸하는 경우도 많이 있다. 자세한 것은 ODM 항목 참조.

## 비판
OEM 방식은 중소기업의 경쟁력을 저하시켜 대기업으로 성장하지 못하게 한다는 비판이 있다.

## 같이 보기
- 원천 디자인 제조업자(ODM): 제조자 주도 생산 방식

## 참고 문헌
- 시사상식사전, 박문각